# Gheorghe
Gheorghe [⁠ˈge̯or⁠ge] ist eine rumänische Form des männlichen Vornamens Georg, tritt aber auch als Familienname auf, wie auch als Name verschiedener Gemeinden in Rumänien mit dem Präfix Sfântu (Sankt).

## Namensträger

### Vorname
- Gheorghe Berceanu (1949–2022), rumänischer Ringer
- Gheorghe Dumitrescu (1914–1996), rumänischer Komponist
- Gheorghe Dumitru (Handballspieler) (1956–2012), rumänischer Handballspieler
- Gheorghe Dumitru (Rugbyspieler) (* 1952), rumänischer Rugby-Union-Spieler
- Gheorghe Gheorghiu-Dej (1901–1965), rumänischer Politiker
- Gheorghe Hagi (* 1965), rumänischer Fußballspieler
- Gheorghe Megelea (* 1954), rumänischer Leichtathlet
- Gheorghe Popescu (Fußballspieler, 1919) (1919–2001), rumänischer Fußballspieler, -trainer und -funktionär
- Gheorghe Popescu (Leichtathlet), rumänischer Speerwerfer
- Gheorghe Popescu (Fußballspieler, 1967) (* 1967), rumänischer Fußballspieler und Geschäftsmann
- Gheorghe Popescu (Diplomat) (* 1942), rumänischer Diplomat
- Gheorghe Tașcă (1875–1951), rumänischer Ökonom, Politiker und Diplomat
- Gheorghe Tătaru (1948–2004), rumänischer Fußballspieler
- Gheorghe Vitanidis (1929–1994), rumänischer Filmregisseur
- Gheorghe Zamfir (* 1941), rumänischer Panflötist.

### Familienname
- Andrei Gheorghe (Journalist) (1962–2018), rumänischer Journalist
- Andrei Gheorghe (Moderner Fünfkämpfer) (* 1987), guatemaltekischer Moderner Fünfkämpfer
- Carmen Gheorghe, rumänische Romaaktivistin
- Cornel Gheorghe (* 1971), rumänischer Eiskunstläufer
- Costin Gheorghe (* 1989), rumänischer Fußballspieler
- Cristian Gheorghe (* 1956), rumänischer Fußballspieler
- Cristina Gheorghe (* 1986), rumänisch-italienische Handballspielerin
- Dumitru Gheorghe (Diplomat) (* 1930), rumänischer Politiker (PCR), Staatssekretär und Botschafter
- Dumitru Gheorghe (Ringer) (* 1936), rumänischer Ringer
- Dumitru Gheorghe (Fußballspieler) (* 1977), rumänischer Fußballspieler
- Elena Gheorghe (* 1985), rumänische Sängerin
- Gheorghe Gheorghe († 2010), rumänischer Rugbyspieler
- Ioana Gheorghe (* 1997), rumänische Bobfahrerin
- Ionuț Gheorghe (* 1984), rumänischer Boxer
- Marin Gheorghe (* 1959), rumänischer Ruderer
- Sebastian Gheorghe (* 1976), rumänischer Fußballschiedsrichterassistent
- Tudor Gheorghe (* 1945), rumänischer Sänger und Schauspieler
- Valentin Gheorghe (* 1997), rumänischer Fußballspieler
- Vilmoș Gheorghe (1941–2002), rumänischer Biathlet

## Gemeinden
siehe Sfântu Gheorghe (Begriffsklärung)